# Ambohimanga Sud
Ambohimanga Sud est une commune malgache située dans la région Vatovavy.

## Géographie
La commune rurale d'Ambohimanga Sud se trouve dans la partie nord du District d'Ifanadiana. Elle a une superficie de 266 km2.